# Kolamaghatta, Jagalur
Kolamaghatta là một làng thuộc tehsil Jagalur, huyện Davanagere, bang Karnataka, Ấn Độ.